# Paradiso - Canto ventiquattresimo

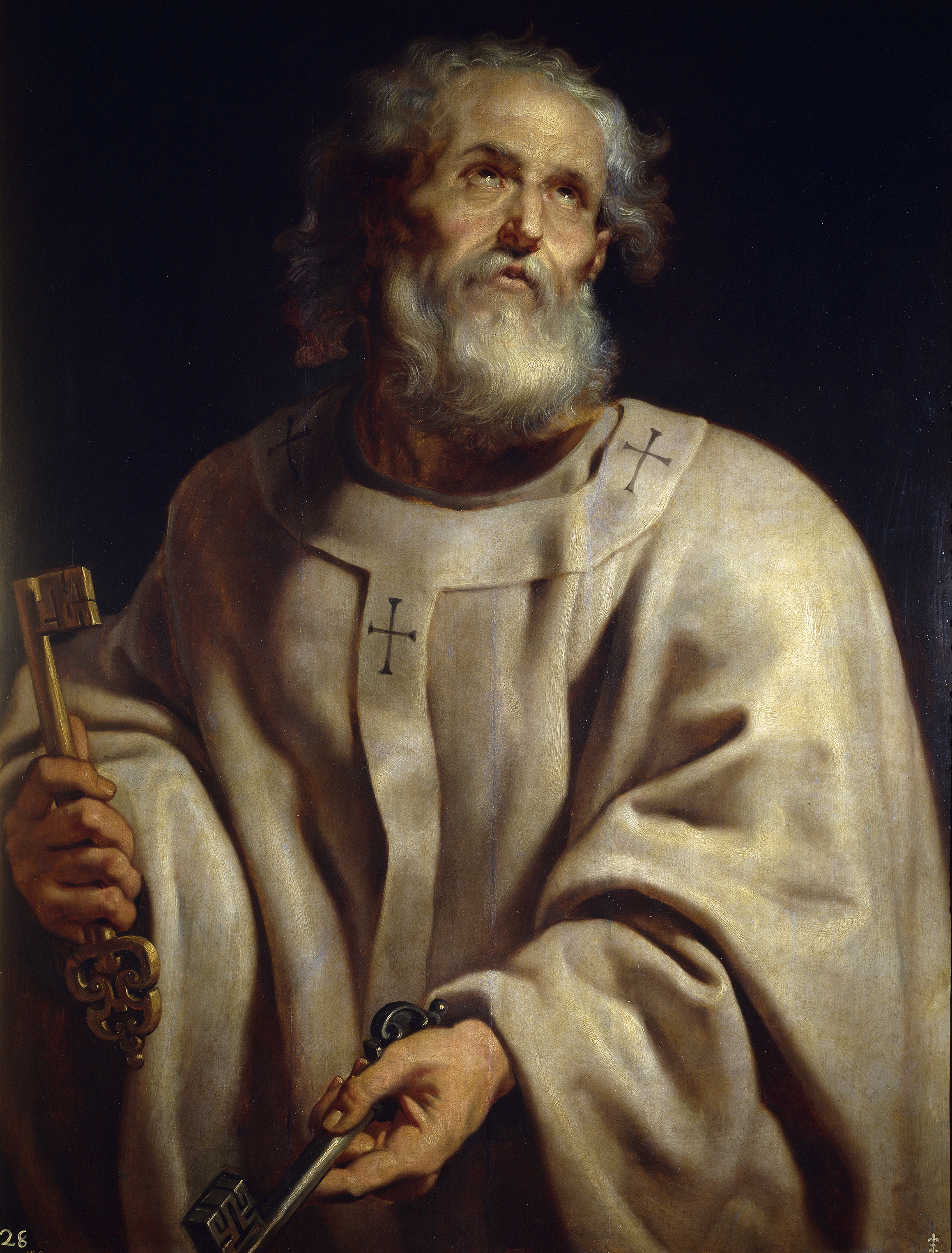
San Pietro apostolo in un ritratto di Peter Paul Rubens

Il canto ventiquattresimo del Paradiso di Dante Alighieri si svolge nel cielo delle Stelle fisse, ove risiedono gli spiriti trionfanti; siamo nel pomeriggio del 14 aprile 1300, o secondo altri commentatori del 31 marzo 1300.

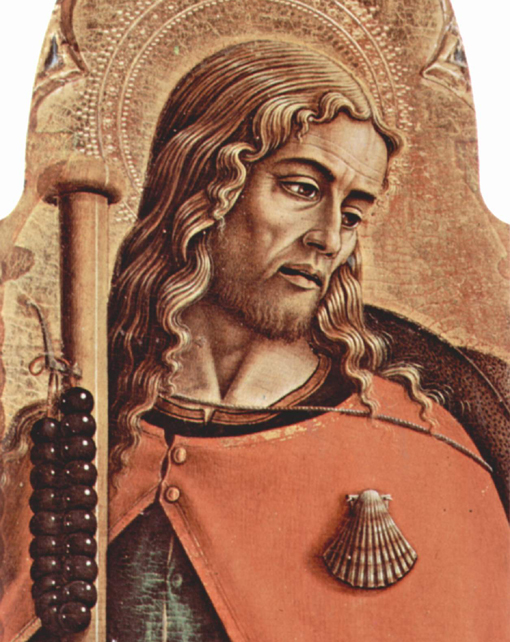
Ritratto di San Giacomo Maggiore ad opera di Carlo Crivelli

Questo canto, assieme ai due seguenti (XXV e XXVI), costituisce una specie di "esame" di Dante sulle tre virtù teologali: dopo una preghiera iniziale di Beatrice, rispettivamente interrogano Dante san Pietro sulla Fede, san Giacomo Maggiore sulla Speranza, san Giovanni sulla Carità.

## Incipit
(Anonimo commentatore dantesco del XIV secolo)

## Temi e contenuti

### Preghiera di Beatrice e risposta di san Pietro - versi 1-45
Beatrice prega i beati, come commensali al banchetto di Gesù Cristo, di soddisfare l'immensa brama di nutrimento di Dante, che per grazia divina sta pregustando, ancora in vita, qualche briciola della loro mensa. In segno di assenso gioioso le anime danzano in forma di ghirlande, con diversa velocità come le ruote di un orologio, secondo il grado della loro beatitudine. Dalla corona più veloce esce il fuoco più splendente, che cantando accoglie la preghiera di Beatrice. La donna, a sua volta, si rivolge all'anima con una perifrasi dalla quale si riconosce chiaramente San Pietro, e l'invita a interrogare Dante  su vari punti relativi a quella fede in nome della quale l'apostolo camminò sulle acque. Naturalmente a San Pietro le virtù teologali di Dante sono già note, ma è opportuno che Dante possa parlare della vera fede per esaltarla.

### Dante esaminato sulla fede - vv. 46-147

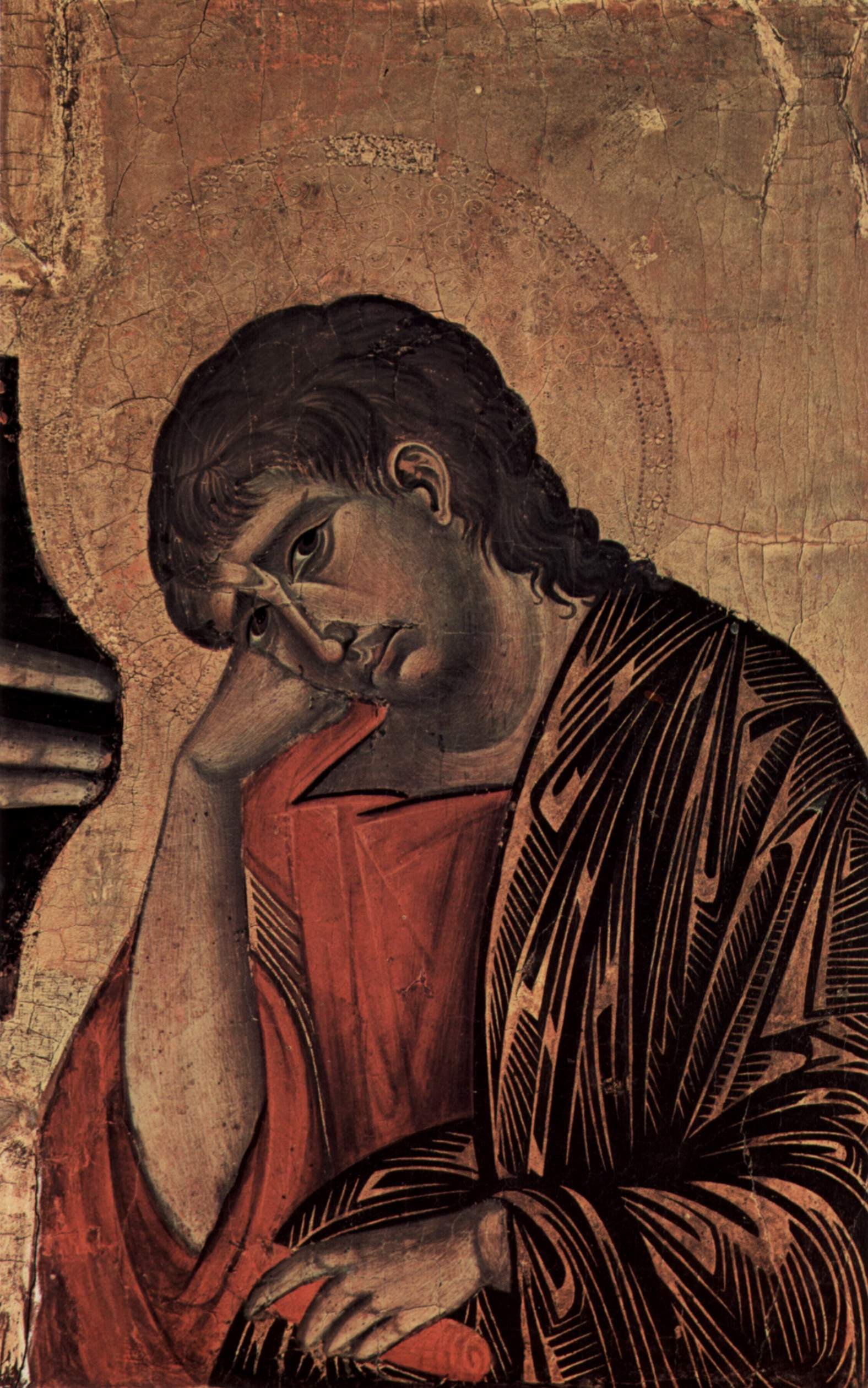
San Giovanni Apostolo in un ritratto Cimabue

Dante si trova nella condizione dello studente universitario (baccelliere) che attende in silenzio, raccogliendo i suoi pensieri, finché il maestro formula il tema da discutere. Risuona quindi la domanda: "Che cosa è la fede?"
Incoraggiato dallo sguardo di Beatrice, Dante dà inizio alla risposta.
Prima di tutto, invoca l'aiuto della Grazia, che gli concede di manifestare la propria fede proprio dinanzi al capo degli apostoli, perché lo renda capace di esprimere in modo appropriato il suo pensiero. Quindi prosegue affermando che, come scrisse san Paolo, la fede è il principio fondamentale di quanto si spera (la vita eterna) e la prova di quanto non si può percepire con i sensi. Pietro esprime approvazione per la risposta, a condizione che Dante interpreti correttamente i due concetti ("sostanze" ed "argomenti") usati da san Paolo. Egli risponde ricordando l'incapacità della mente umana di afferrare i misteri della vita eterna che qui in Paradiso gli vengono manifestati; è quindi soltanto per fede che se ne può affermare l'esistenza: ecco perché la fede può esser denominata sostanza. Su questa base si possono ricavare per ragionamento, senza prove materiali, le verità divine. In questo modo la fede diviene anche "argomento" ovvero prova.

Pietro osserva che se sulla terra tutto venisse appreso con tanta chiarezza, non vi sarebbero ragionamenti capziosi. Chiede poi a Dante se possiede questa "moneta" (la fede) di cui ha saputo esprimere così bene il valore e il peso. Pronta è la risposta affermativa di Dante, cui a sua volta Pietro replica con una nuova domanda sull'origine della fede. Dante risponde che essa gli deriva dall'abbondante grazia dello Spirito Santo manifestata nell'Antico e nel Nuovo Testamento. Ma perché - chiede ora Pietro - Dante considera parola divina la Bibbia? Il poeta risponde che lo dimostrano i fatti accaduti, che non possono essere opere umane; e di fronte all'obiezione che quei fatti miracolosi sono testimoniati solo dalla Bibbia stessa, aggiunge che è un miracolo superiore ad ogni altro la stessa diffusione del cristianesimo, a partire dal piccolo seme gettato da Pietro, che presto è divenuto vite rigogliosa, mentre ora la pianta s'è inselvatichita.

Tutte le anime a questo punto cantano lode a Dio. Pietro riprende, attribuendo alla Grazia le corrette risposte di Dante, e chiedendogli di indicare ora il contenuto della fede che professa, nonché la fonte di tale fede. Dante afferma solennemente la sua fede in Dio, motore immobile di tutto l'universo, che ha parlato per mezzo dei profeti, uno e trino. L'insegnamento del Vangelo gli conferma la fede nel mistero della Trinità che brilla nella sua mente "come stella in cielo".

### Approvazione di san Pietro - vv. 148-154

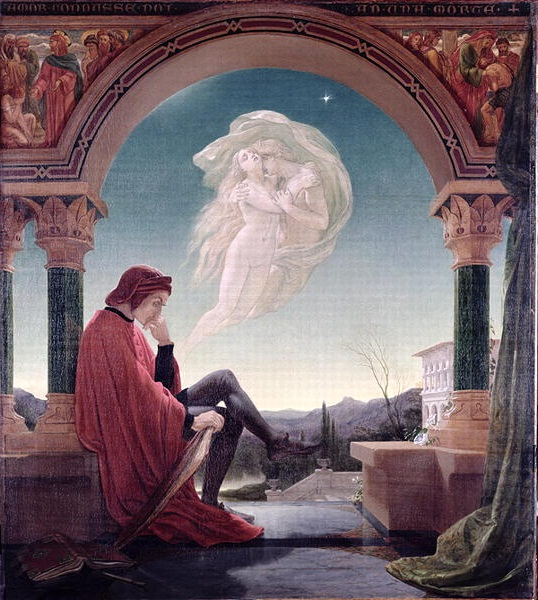
Dante Alighieri meditante in un ritratto di Joseph Noel Paton

Pietro, lieto del modo in cui Dante ha superato l'esame sulla fede, lo abbraccia girando intorno a lui tre volte e benedicendolo col canto.

## Analisi
Nell'apertura del canto ritroviamo i caratteri distintivi dell'ambiente di Paradiso, la luce e l'armonia, collegati a due paragoni (v.12 e vv.13-18). Il secondo, di grande evidenza tecnico-scientifica, rappresenta il movimento delle ruote di un orologio, ed è sottolineato dall'unica rima in tmesi presente nel poema: "differente/mente" (v.16).
Preceduto da una dichiarazione del poeta di esser costretto a "saltare" (v.25) rispetto allo splendore di Beatrice, il dialogo tra la donna e Pietro è di registro espressivo alto e solenne, punteggiato di latinismi e giri sintattici ricercati. Beatrice non solo invita Pietro a interrogare Dante sulla fede, ma indica già le linee di sviluppo di tale esame. Mentre ella parla, Dante in silenzio raccoglie le idee per prepararsi alla risposta, e paragona se stesso al baccelliere pronto per la "quaestio", nella prima delle due fasi che essa comporta, ovvero il fornire prove al tema proposto dal maestro. Si giunge così al colloquio tra Pietro e Dante, organizzato esattamente come un esame universitario e sviluppato con il linguaggio della teologia scolastica.

Il canto, infatti, come i due successivi, ha un contenuto manifestamente teologico ed è articolato secondo il modello della dissertazione con cui si accedeva alla licentia ubique docendi, ovvero al maggior titolo conferito dalle Università nel Medioevo.

Antonio Quaglio osserva: "Il blocco [dei tre canti] fu certamente ideato e probabilmente sceneggiato insieme, con l'occhio attentissimo, nella stesura dei singoli pezzi, a salvaguardare alcune costanti e a movimentare, con calibrate innovazioni distintive, la fissità dell'esecuzione".
Il canto XXIV, in conclusione, si presenta come un'ampia, sicura ed esauriente dichiarazione del credo cristiano di Dante, suggellata dall'affettuosa approvazione di Pietro. Il canto termina con l'esclamazione del poeta: "sì nel dir gli piacqui!" (v.154).